# Alexandre Lazareff
Pour les articles homonymes, voir Lazareff.
Alexandre Lazareff, né le 15 janvier 1957 à Fontainebleau, est un entrepreneur et écrivain français.

## Diplômes
- Diplômé de l'Institut d'études politiques de Paris (1977)
- Ancien élève de l'ENA (1980-1983)
- Docteur en droit à Paris-I (1983)

## Carrière
Après quatre années de négociations commerciales internationales au ministère de l’Économie et des Finances, il prend, de 1987 à 1989 la direction de Radio Tour Eiffel, radio de la Ville de Paris.
En 1986, Jack Lang lui propose de créer le Conseil national des arts culinaires (CNAC) dont il assurera la direction pendant dix ans.
En 1999, au début de la vague Internet, il fonde avec des amis le site ChateauOnline, alors leader européen de la vente de vin sur Internet et il en assure la rédaction en chef pendant trois ans. En 1999 également, il crée l’agence de relations presse Pain Vin & Company, qui assure les stratégies d’image de grands noms du vignoble.
En 2009, tout en gérant son agence, il crée et anime le Conseil supérieur de l’Œnotourisme, installé par les ministres de l’Agriculture et du Tourisme, présidé par Paul Dubrule.

## Activités journalistiques
Chroniqueur gastronomique de 1987 à 2002 sur les vins, les restaurants et les produits : France Soir, Le Nouvel Économiste, Le Figaro, le Financial Times et la revue France Magazine, publiée par l'ambassade des États-Unis.

## Activité publiques
- Secrétaire général du Conseil supérieur de l’Œnotourisme
- Intervenant à Sciences Po Paris depuis 2005 sur les stratégies du luxe alimentaire
- Conseiller municipal à Fontainebleau (trois mandats de 1983 à 2001), président du Comité des fêtes de Fontainebleau de 1997 à 2001 et à ce titre fondateur et organisateur du Salon gourmand.

## Publications
- 1983 : Le Droit des sondages politiques, Librairie générale de droit et de jurisprudence.
- 1984 : Paris sucré, guide des salons de thé parisiens, en collaboration avec Renaud Girard, Hachette.
- 1985 : Paris Rendez-Vous, guide des sorties parisiennes, Hachette.
- 1987 : Les Chemins de la Réussite expliqués aux impatients, en collaboration avec Renaud Girard (Robert Laffont)
- 1989 : Les guides d'Alexandre : six guides sur Barcelone, Bruxelles, Francfort, Londres, Madrid et Milan diffusés par Hachette.
- 1993 : Le Guide Lazareff, Paris à Table (Julliard).
- 1993 : L'Année du Livre, en collaboration avec le magazine Lire. Préfaces de Bernard Pivot et Emmanuel Le Roy Ladurie (Robert Laffont).
- 1998 : L’Exception culinaire française (Albin Michel).
- 2006 : Le Guide du tourisme vigneron (Privat)

## Décorations
- Chevalier de la Légion d'honneur (13 juillet 2006)
- Officier de l'ordre national du Mérite Il est promu officier par décret du 14 novembre 2016[1]. Il était chevalier du 16 février 1995.